# Maximilian Joseph von Tarnóczy
 Maximilian Joseph von Tarnóczy  (né le 14 octobre 1806 à Schwaz en Tyrol et mort le 4 avril 1876 à Salzbourg) est un cardinal autrichien  du XIXe siècle. 

## Biographie
Von Tarnóczy est professeur de théologie dogmatique à Salzbourg et membre du chapitre métropolitain de Salzbourg. Il est élu archevêque de Salzbourg en 1851. Tarnóczy participe au concile de Vatican I en 1869-1870. Le pape Pie IX le crée cardinal lors du consistoire du 22 décembre 1873.

## Sources
- Fiche du cardinal sur le site fiu.edu